# のぼりべつクマ牧場

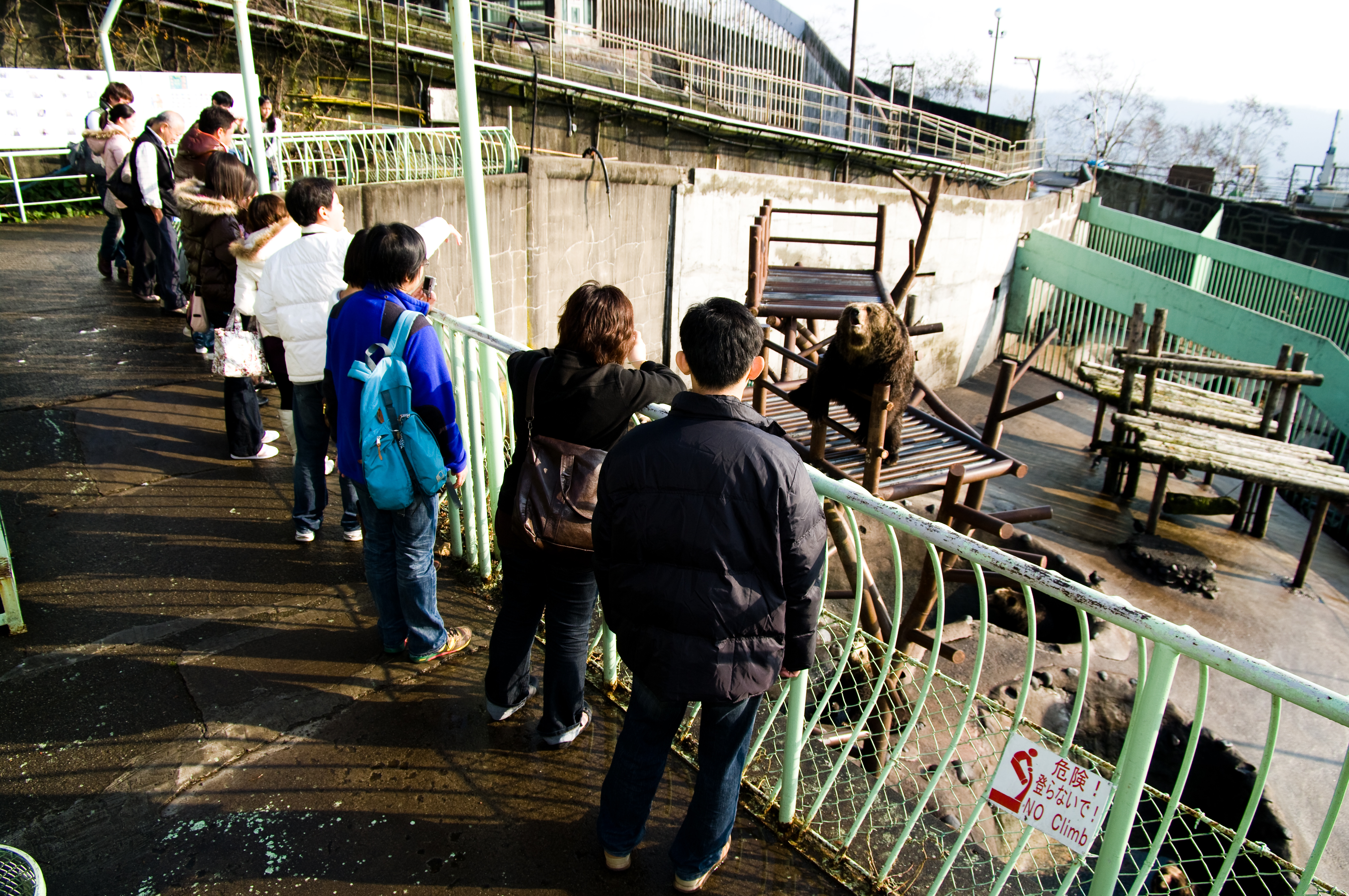
牧場

のぼりべつクマ牧場（のぼりべつくまぼくじょう）は、北海道登別市登別温泉町にあるクマを主に取り扱う動物園。ヒグマ博物館とアイヌ資料館を併設する。

## 概要
倶多楽湖外輪の四方嶺（標高550m）山頂付近に位置し、1957年に加森観光の前身である「加森産業」が第三セクター方式でロープウェイ「登別温泉ケーブル」を開業、当初は太平洋や恵山・倶多楽湖などを望む自然の眺望を主な売りとしていたが、その後山頂が夏場に海霧で太平洋の眺望を見込めない事から観光施設を建設し集客を補う計画を立案、北海道に生息している野生動物の保護と観察、研究のため1958年（昭和33年）7月17日に開園した。「熊の生息地に住んでいても、生きた熊を見たことが無い人が多いのではないか」との加森産業社長の加森勝雄の着想からクマ牧場の建設を計画し、当初はエゾヒグマ8頭を放牧していた。
世界で初めてヒグマの多頭集団飼育に成功し、人工繁殖や冬ごもりの実験等と教育普及にも努める。クマのショー、アヒルの競走などアトラクションも行っている。
登別温泉街からロープウェイで約7分、標高550mの四方嶺（通称「クマ山」山頂に、ヒグマの第1牧場・第2牧場の2つの放飼場(展示場)をはじめ、「人のオリ」、「ユーカラの里」（アイヌコタン、「アイヌ生活資料館」など）、世界唯一の「ヒグマ博物館」、クッタラ湖展望台、リス村等が設置されており、その中で北海道のエゾヒグマ、ヒグマ、ツキノワグマ、エゾリスの繁殖群を放養している。
本施設の周囲は支笏洞爺国立公園であり、野生鳥獣も多くいる。

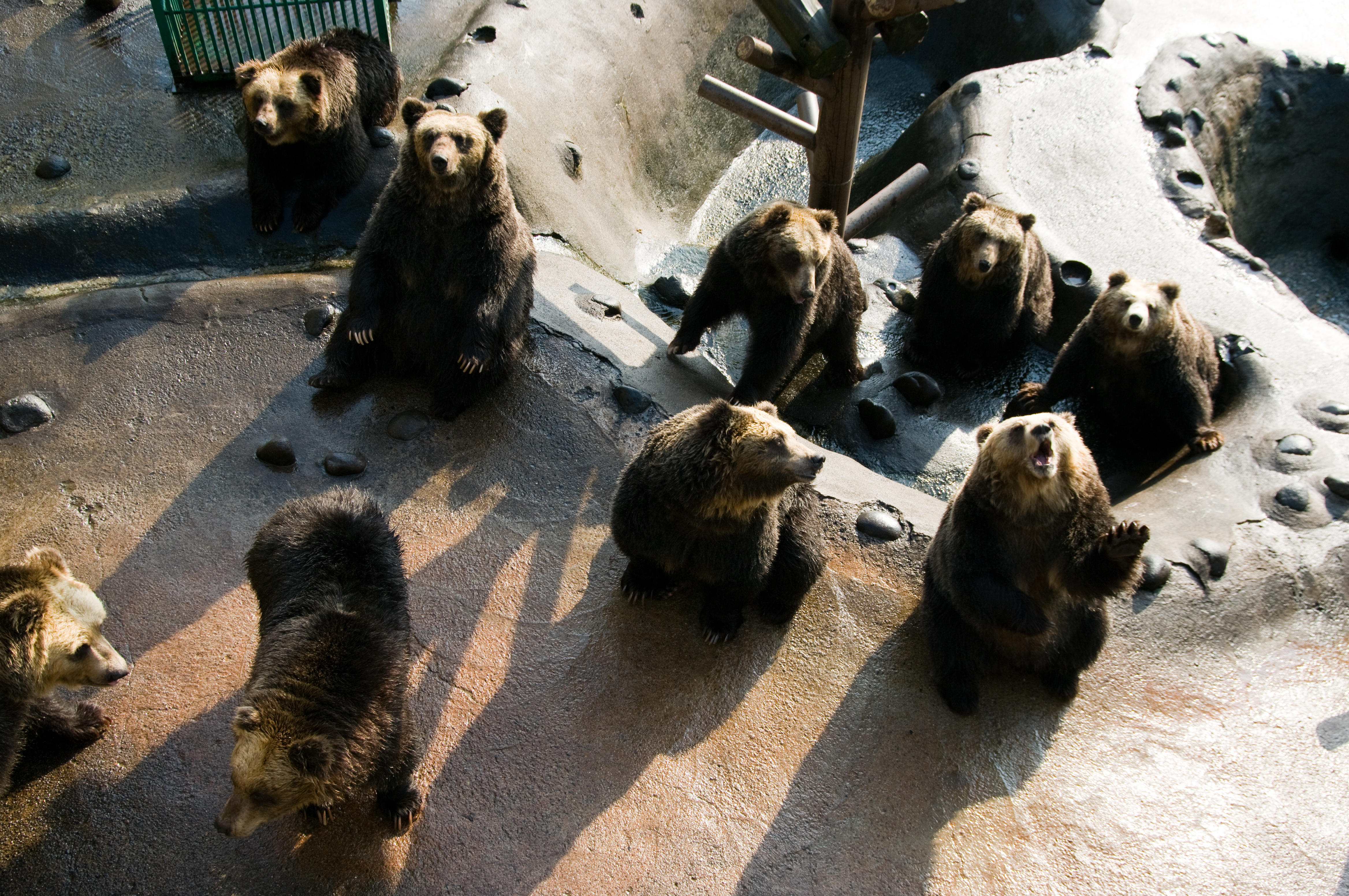
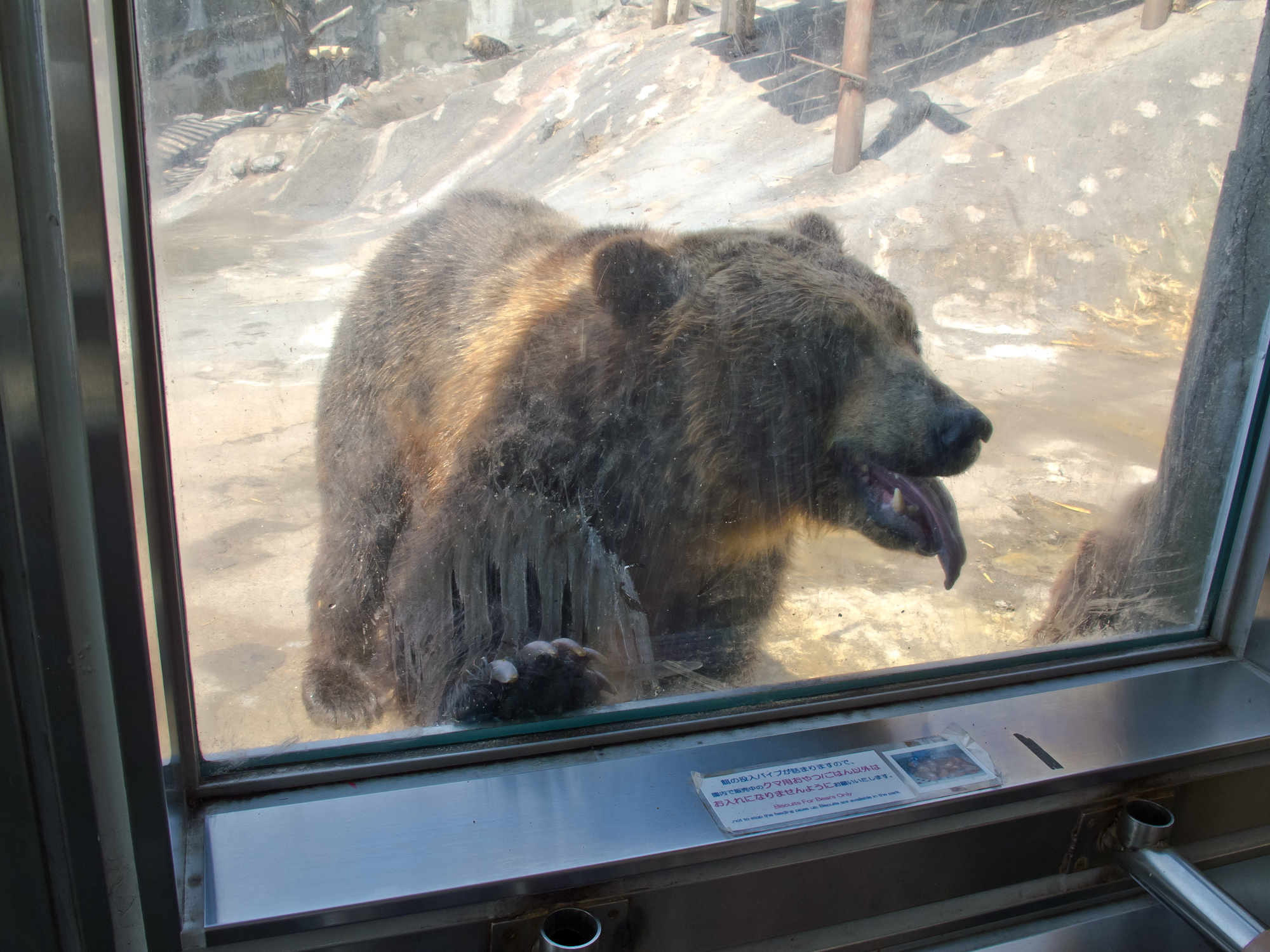
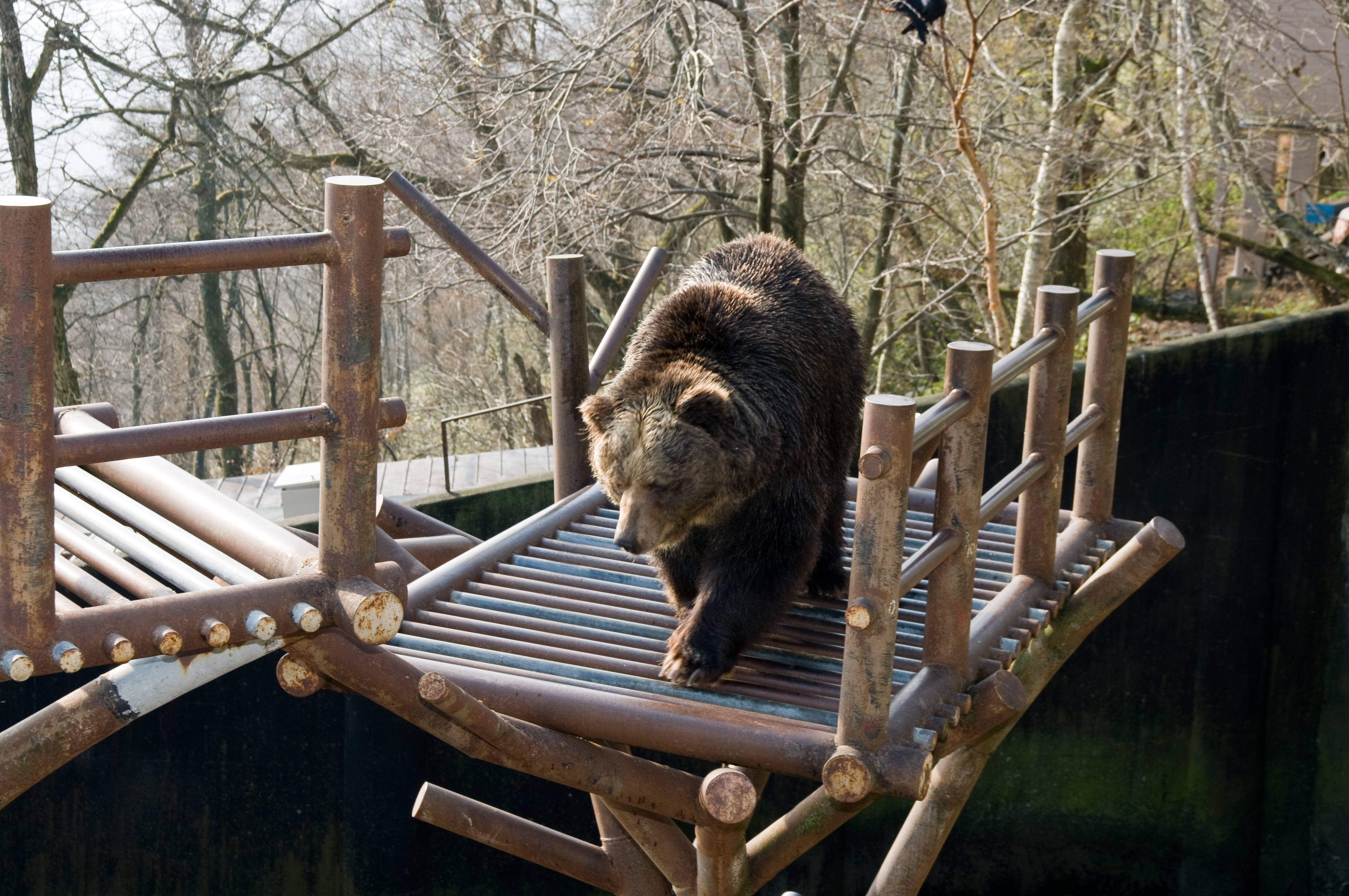

### どんぐり割引
秋の期間中に、ドングリを持ち込むと、重さに応じて入園料が割引かれるサービスが行われ、毎年、新聞紙上でドングリの募集が報じられる。このユニークな募集は秋にクマたちにドングリを与えることが目的で、1トン以上集まる。

## 展示

### 歴代ボス
この園では第1位のオスヒグマをボスと認定して発表しており、ボスがいれば群れが安定すると説明されている。1964年の初代ボスを「タロウ」として、2010年までに19代までのボスが数えられており、16代目の「マツ」は9年間、6代目の「ゴンゾー」は6年間の連続認定記録を持っている。特に1970年から1976年まで選ばれていた「ゴンゾー」はボスとしての資質が備わっていたと伝えられている。その他、2代目イシマツ（兄）と3代目イシマツ（弟）は力を合わせたボスであったとされ、17、19代目のサチオは小熊の時代に猫に襲われていたものが保護され、ボスと認定されるまでに成長した個体である。園では2011年からボスが不在であり、報道では「24年ぶり2度目の珍事」と報じられていた。2013年からは「ダイキチ」が20代目のボスとして認定されている。
クマ牧場における「ボス」に関する説明は『クマ牧場』を参照。

### 日本最高齢
オスの日本最高齢エゾヒグマ「ロコ」(1980年1月19日 - 2014年2月4日)を飼育した。愛称は「ロコじいさん」。ロコは人間なら100歳に近い高齢で、足と腰が弱っているものの、体長約210cm、体重約320Kg(ともに推定)であった。2012年9月21日、ロコの敬老が祝われ、アイヌ民族の“カムイノミ”が行われた。2013年1月に33歳、現役世代で最高齢となった。翌2014年1月に記録を更新し、1月末から体調を崩し肺炎で死亡した。
雌ヒグマのピンキー(1979年1月31日-2012年10月30日:33歳)とヨシコ(1979年1月27日-2013年1月26日:33歳)が共に登別生まれで、園の歴代の最高齢とされながら、長生きした。体長約160 - 170cm、体重約130kg(ともに推定)。ピンキーは10頭、ヨシコは11頭の仔を産んだ。普段はA獣舎に暮らし、飼育員に甘える。リンゴとサケが好物。
3頭は高齢のため一般公開はしなかった。

## ヒグマ博物館

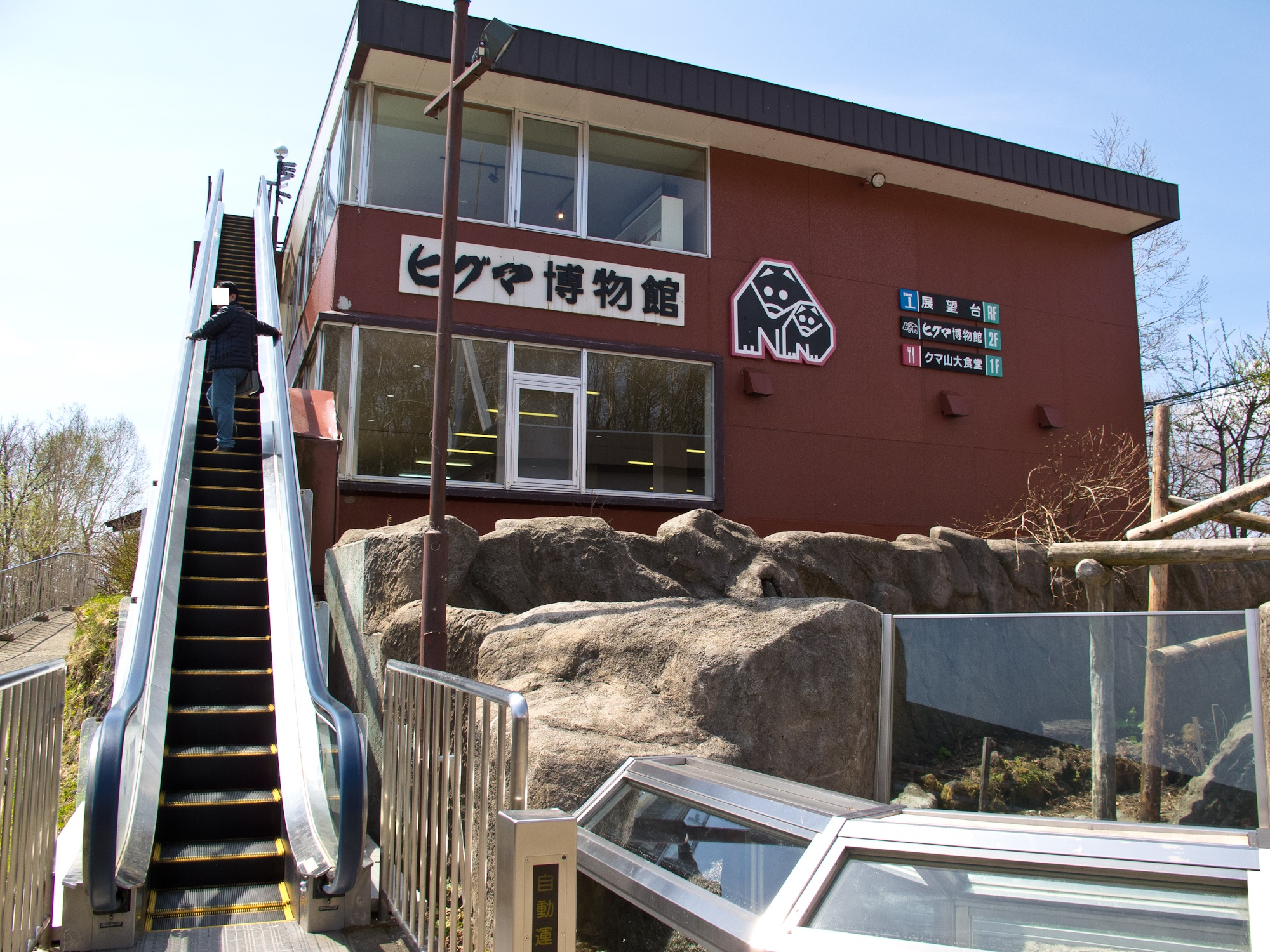
ヒグマ博物館

1984年4月27日開業。世界唯一のヒグマ専門の博物館で、生後1日目から各世代別剥製、骨格標本や内臓諸器官液浸標本、写真パネルや声の録音テープなどによるクマの起源と歴史、世界の分布図、人畜の被害状況、冬ごもり中の剥製クマの巣穴の模型などヒグマの習性や生態などの資料約500点を展示する。特に産まれたばかりの生後1日目の赤ちゃんヒグマの展示は珍しい。また、ヒグマとアイヌとの関係を紹介しており、ヒグマを捕獲する道具や檻(おり)などが展示される。牧場の歴代ボスの写真もここに全頭分が展示される。
屋上はクッタラ湖展望台になっており、自然の風景や、日本屈指の透明度のクッタラ湖を望める。

## ユーカラの里
アイヌの文化遺産を保存する野外博物館施設。明治初期のアイヌの生活様式を忠実に再現し、夏季の間平取町二風谷からアイヌ文化の伝承者が常駐する。売店・工芸・アイヌ資料館・ポロチセ（大きな家）の4棟のチセ（家）からなり、アイヌ資料館ではアイヌの一生を通じた貴重な生活用具をヒグマ博物館内の資料と合わせて約300点展示しており、工芸チセではアットゥシ等アイヌ工芸品の実演製造が行われる。
1966年に萱野茂らの手により建造されたが、その後老朽化に伴い2017年にアイヌ資料館として用いられている1棟を萱野の次男である萱野志朗二風谷アイヌ文化博物館館長を含む萱野観光により改築、その後計3カ年の計画で2018年度はポロチセ、2019年度は工芸チセを改築。

## ロープウェイ
登別温泉の観光開発を目的に、四方嶺山頂までの約1300mにロープウェイを敷設。加森勝雄が戦前に医薬品卸を営んでいたこともあり薬事関係とともに国立公園を所管していた厚生省との人脈を活かし日本初の国立公園内のロープウェイ建設を実現させた。

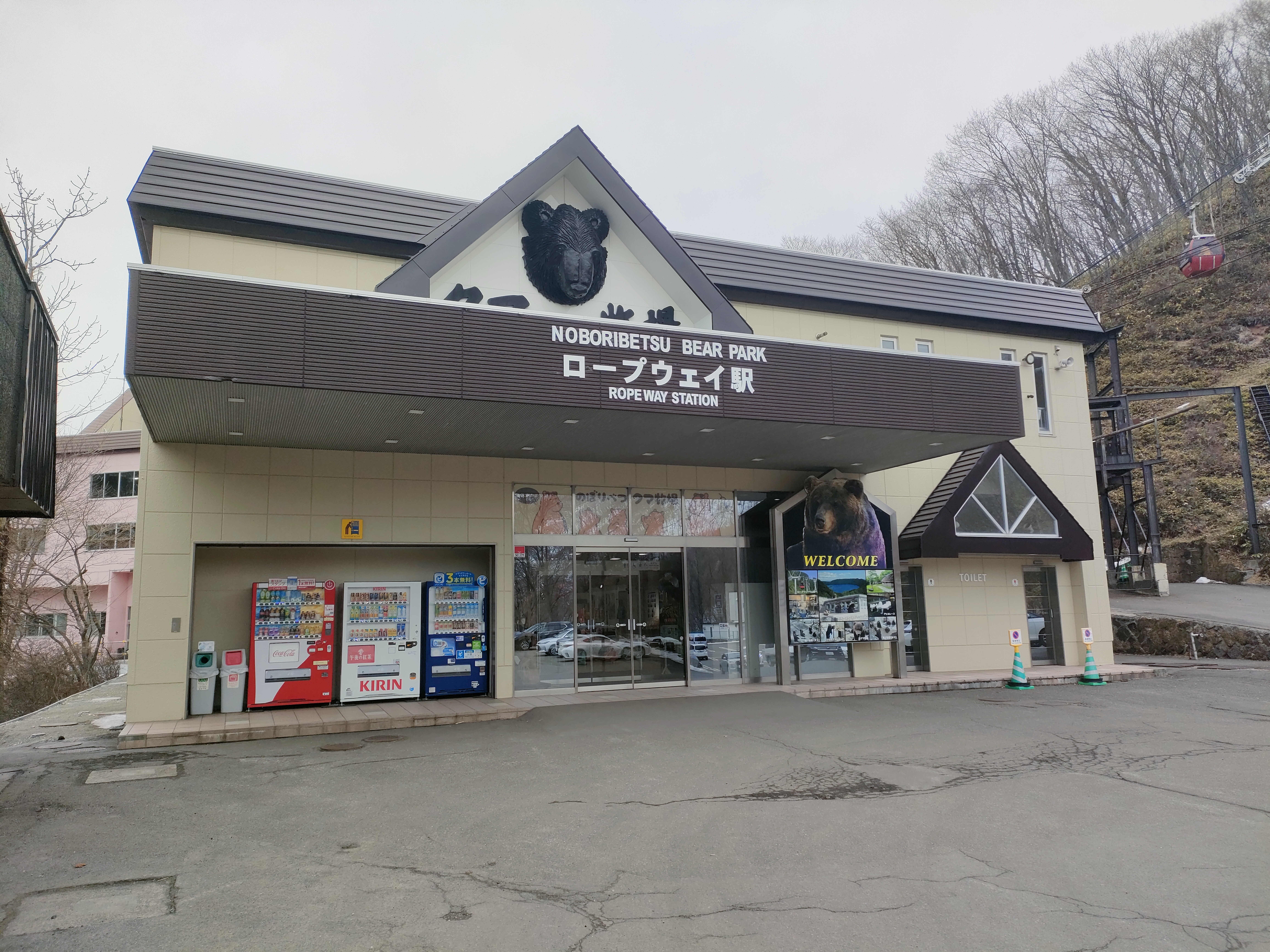
ロープウェイ入口（2025年3月）
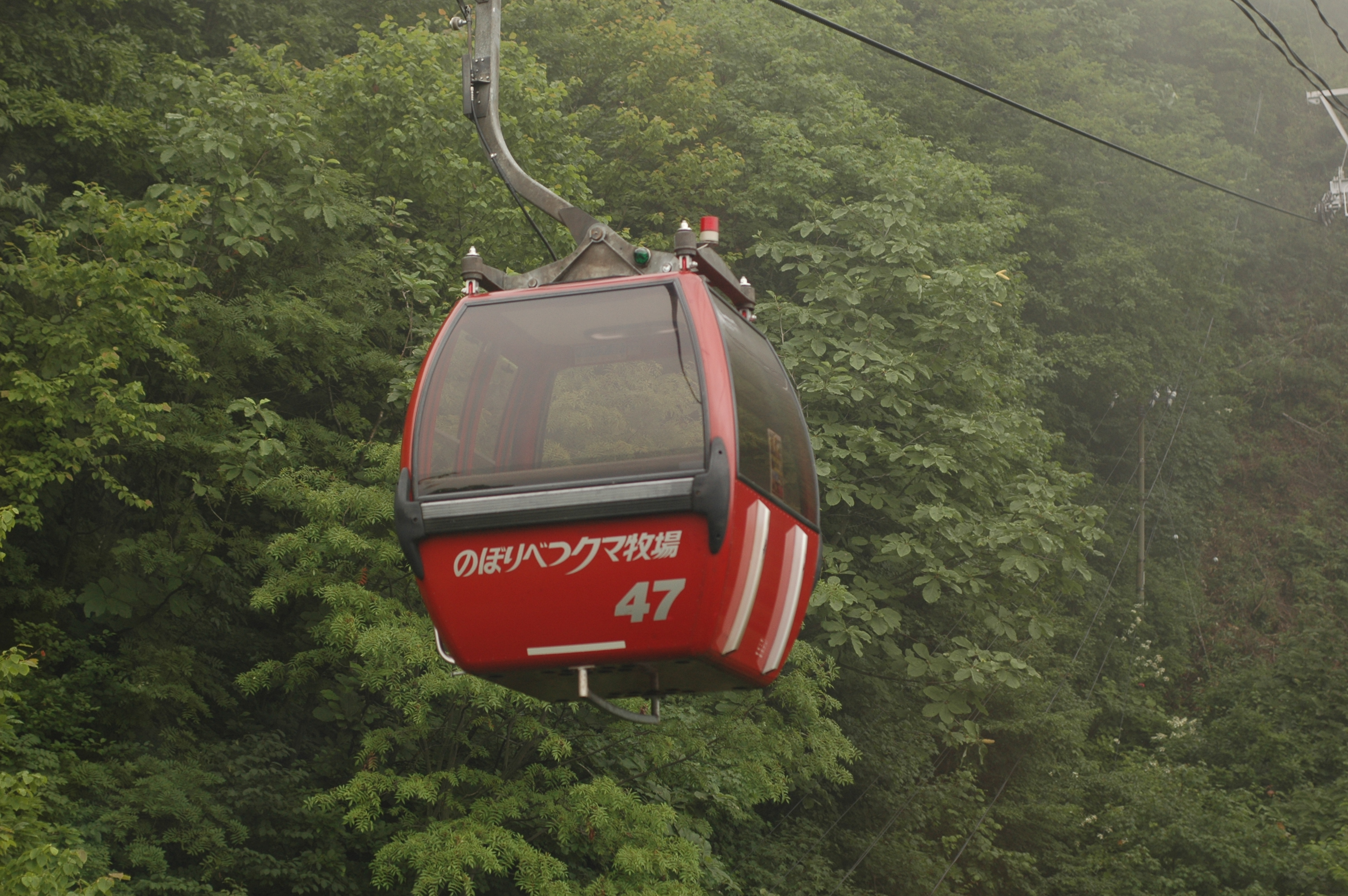
3代目ゴンドラ（2007年8月）

### 諸元
出典 - 
- 方式：単線自動循環式反時計回り
- 全長：1260m
- 最大高低差：295m
- 最大勾配：34度15分
- 運転速度：5m/秒
- 所要時間：7分
- 支柱：12基
- 索道メーカー：日本ケーブル
- 搬器メーカー：CWA

### 沿革
出典 - 
- 1957年（昭和32年）7月27日 - 北海道初のロープウェイ「登別温泉ケーブル」として開業[42]。3線自動循環式、1300m・高低差300m、8人乗りゴンドラ28台で運転。
- 1958年（昭和33年）5月26日 - 午前10時25分ごろ、山頂発のゴンドラの曳索が切断されて暴走し、前の空車のゴンドラに激突して、26m下に落下する事故が発生[42]。乗客2人が死亡し、1人が重傷を負う[42][43]。
- 1973年（昭和47年） - 札幌オリンピック恵庭岳滑降コースで用いられていた安全索道製の交走式ロープウェイを「オリンピック号」として移設しロープウェイでは日本初の複々線体制とする。
- 1978年（昭和53年）8月31日 - 8人乗りロープウェイで牽引ワイヤー2本のうち1本がほつれ機械に引っ掛かり、ゴンドラ8台が50分間停止[44]。
- 1990年（昭和55年） - 8人乗りケーブル施設を単線自動循環式ゴンドラリフトに更新、6人乗りゴンドラ56台で運転。
- 1992年（平成4年） - 交走式ロープウェイ「オリンピック号」運行終了、その後交走式線は貨物ゴンドラ線として使用されたが2017年時点で既に使用停止されている[45]。
- 2012年（平成24年） - 冬季に鮭とばの寒干しを行う貨物ゴンドラ「トバ号」の運行を開始[46]。
- 2020年（令和2年） - 民族共生象徴空間ウポポイ開業に合わせ、貨物ゴンドラを転用したアイヌ調のオブジェゴンドラ「カント・チセ」を導入[47]。

## エピソード

### 山名変更問題
1971年12月初旬、登別温泉ケーブルが四方峰を「クマ山」に改称する旨の通知を各方面に通達。その後登別の地元から「地理院に記されている地名を変更するとは余りにも商売優先」といった反発があり、温泉ケーブルは「当方の完全なミス、通知分も真意を伝えておらず地元の意見を軽んじたのは迂闊だった」と釈明。温泉ケーブル加森勝雄社長と南登別温泉観光協会会長などと会談の後山頂のクマ牧場やユーカラの里などの牧場敷地内部分のみを「クマ山」の愛称とすることで12月下旬に合意し1972年1月から同愛称が山頂の看板や食堂などの名称に用いられた。

### 曲芸
のぼりべつクマ牧場を一躍有名にしたクマの曲芸は、1995年の漫画『クレヨンしんちゃん』でその様子が描かれ、1996年5月3日のテレビのアニメ放映にも描かれた。しかし、2007年以降は行われていない。

### NKBセンタークマ総選挙

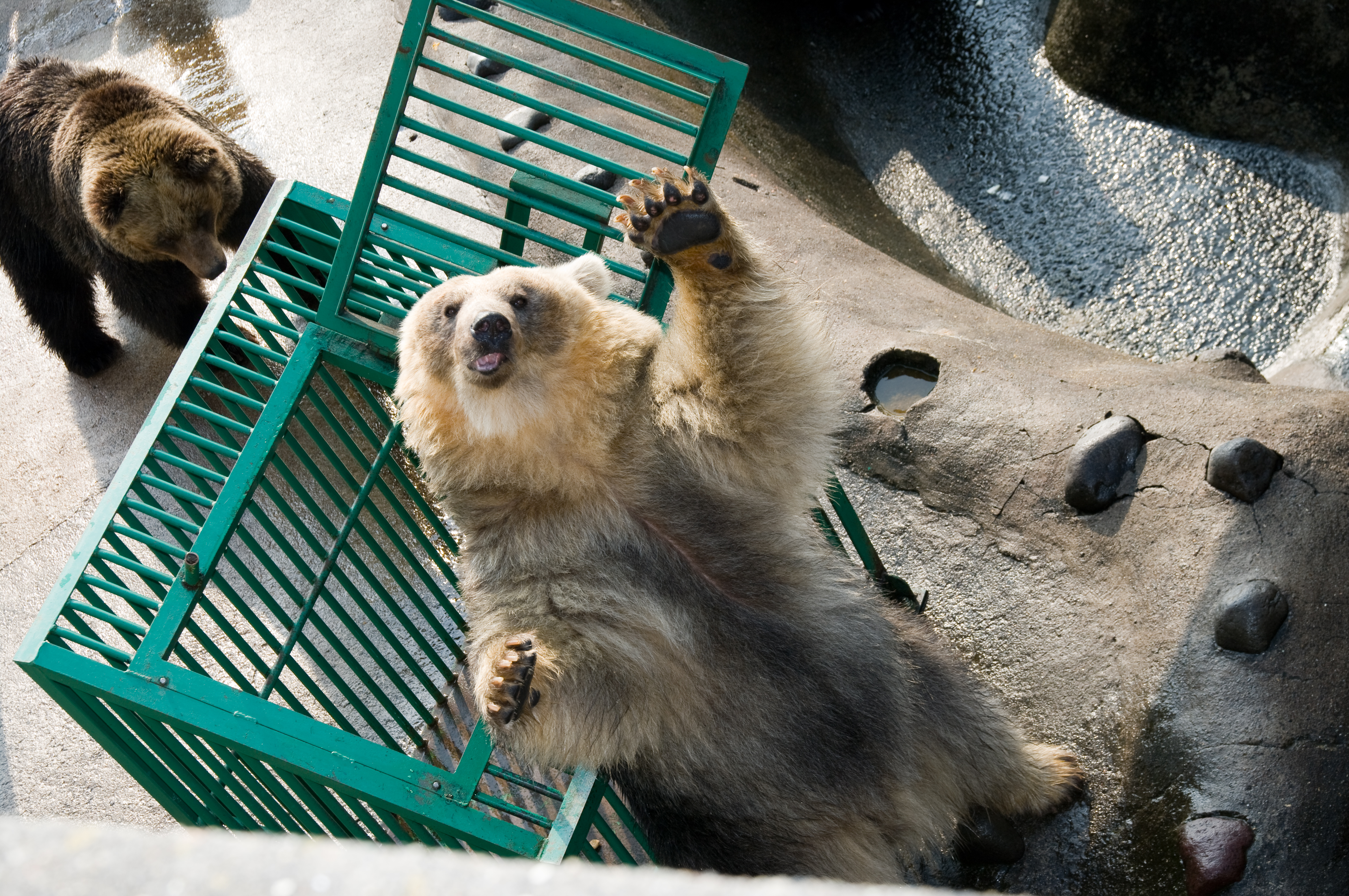
白い毛が「ニイサ」

2012年からAKB48にあやかり、雌のクマを対象とする人気投票「NKBセンタークマ総選挙」が行われた。
初代「センター」の座は、ニイサ(20歳)が射止めた。
雌のクマのみが飼育されている第2牧場内で、観客席から約5メートル離れた餌を最も与えやすい場所「センター」にどのクマが多く立つかを調べる内容。のちに毎年4月下旬から5月下旬までの期間で、来園者による人気投票方式となった。
2022年の第11回ではイナホ（29歳）が選ばれたが、出場頭数の減少等の観点から2022年（第11回）で開催を終了した。

### 洞爺湖サミット
洞爺湖サミットでは、米国政府関係者、中国政府関係者が来園したことがある。

### 観光庁長官
2011年8月29日、観光庁の溝畑宏長官が、東日本大震災の影響で外国人観光客が減少した温泉街を盛り上げるため、この園を訪れ、クマの着ぐるみを着て登別観光をPRしている。

### テレビ
- のぼりべつクマ牧場では入園者が給餌をすることができるが、その際にクマたちが個性的なアピールポーズをしているため、「おねだり上手なクマ」として、2008年のテレビ朝日『ナニコレ珍百景』に選ばれている。番組では、「彼らは成長するにつれ仲間を見ておねだりすることを覚え、自分なりのおねだりポーズを考え出す」「手を振ってアッカンベーをしたり、前足を合掌して何度もお辞儀をしたりと大アピールをしている」「このようなユニークなポーズをとってお客さんに大好物のクッキーをおねだりしている」という説明がなされ、受賞理由となっている[59]。ナニコレ珍百景では、このかわいらしい光景が、2009年や2010年にも、「動物珍百景部門」において同様の受賞理由で放送されている[60]。
- 早川渉らが手掛けた「の・ぼ・り・べ・つといえば、クマ牧場」の歌い出しから始まる2002年より放送されているラップ調のCMが知られており[61]、サングラスをかけた熊のCMキャラクターには「Yeahくん」の通称が付けられている[62]。ラップの歌唱は丸山周。北海道を代表するローカルCMとして牧場協力の元異業種他社の北海道向けのCMでパロディ作品が以下のような内容で展開されている。
  - 白泉社「マンガPark」（2019年） - 熊にマンガPark画面のスマートフォンを持たせた[63]。
  - 日清食品「カップヌードル」（2020年） - 日本全国32地域で展開の「2020年!地元から沸かせ! #地元CMフェス」の一環として日清がスポンサー契約を結ぶ錦織圭・大坂なおみ・八村塁のアスリート3選手を合わせた[64]。
- 2022年6月13日、テレビ朝日の帰れマンデー見っけ隊‼でタカアンドトシ、錦鯉、原田雅彦、早見あかり、髙地優吾が当園を訪れた様子が放送された[65]。

## クマのしぐさ

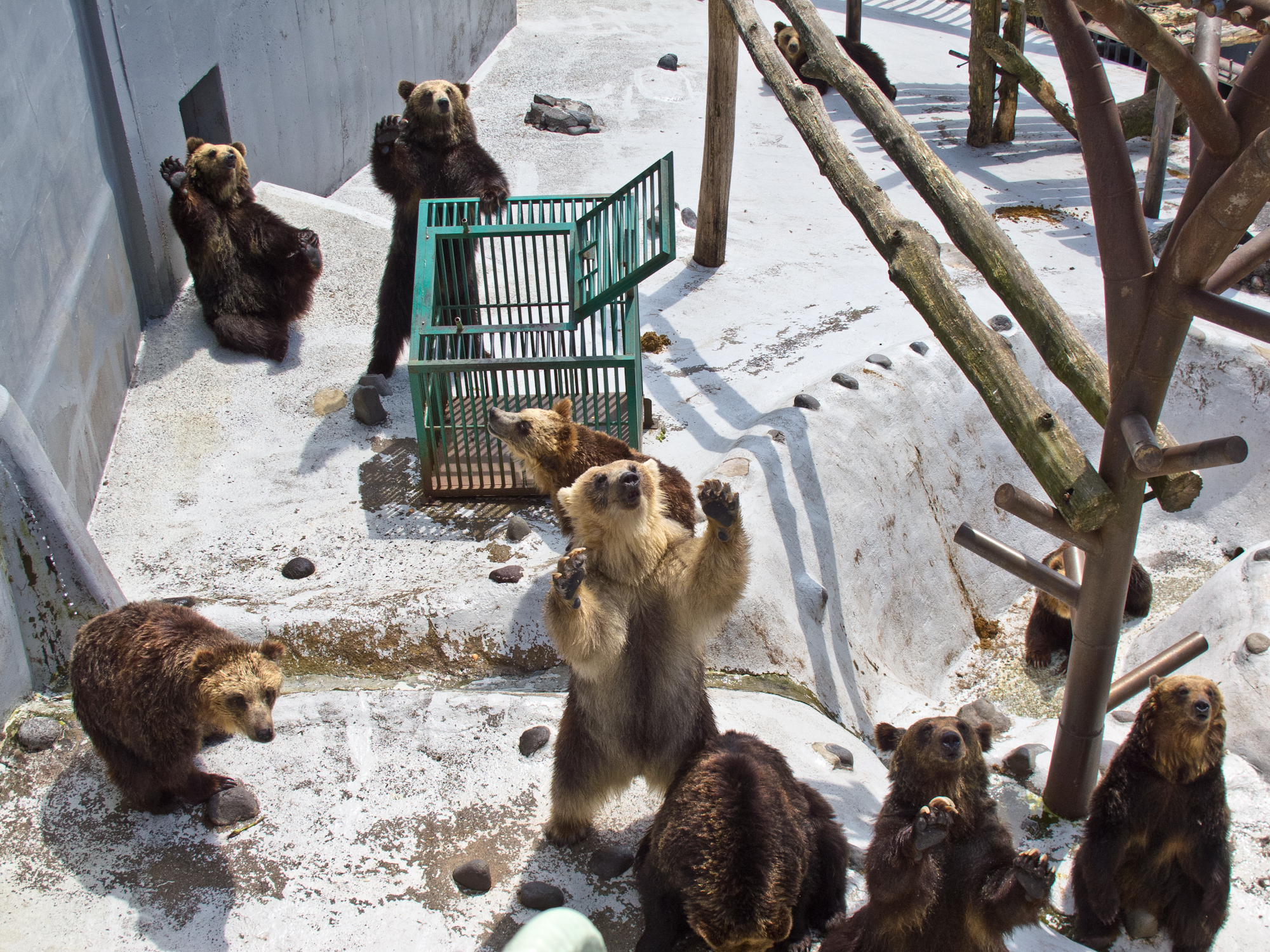
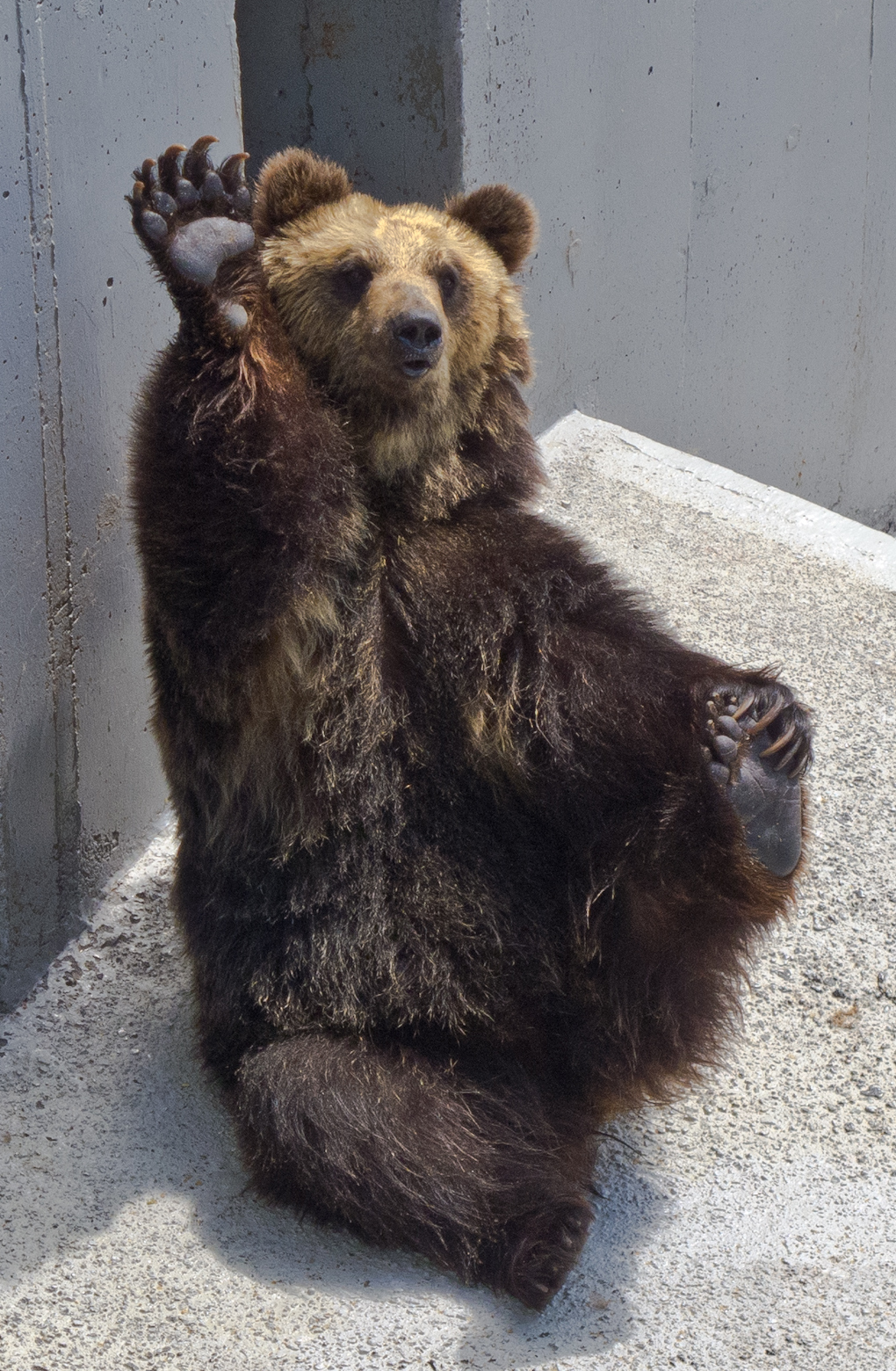
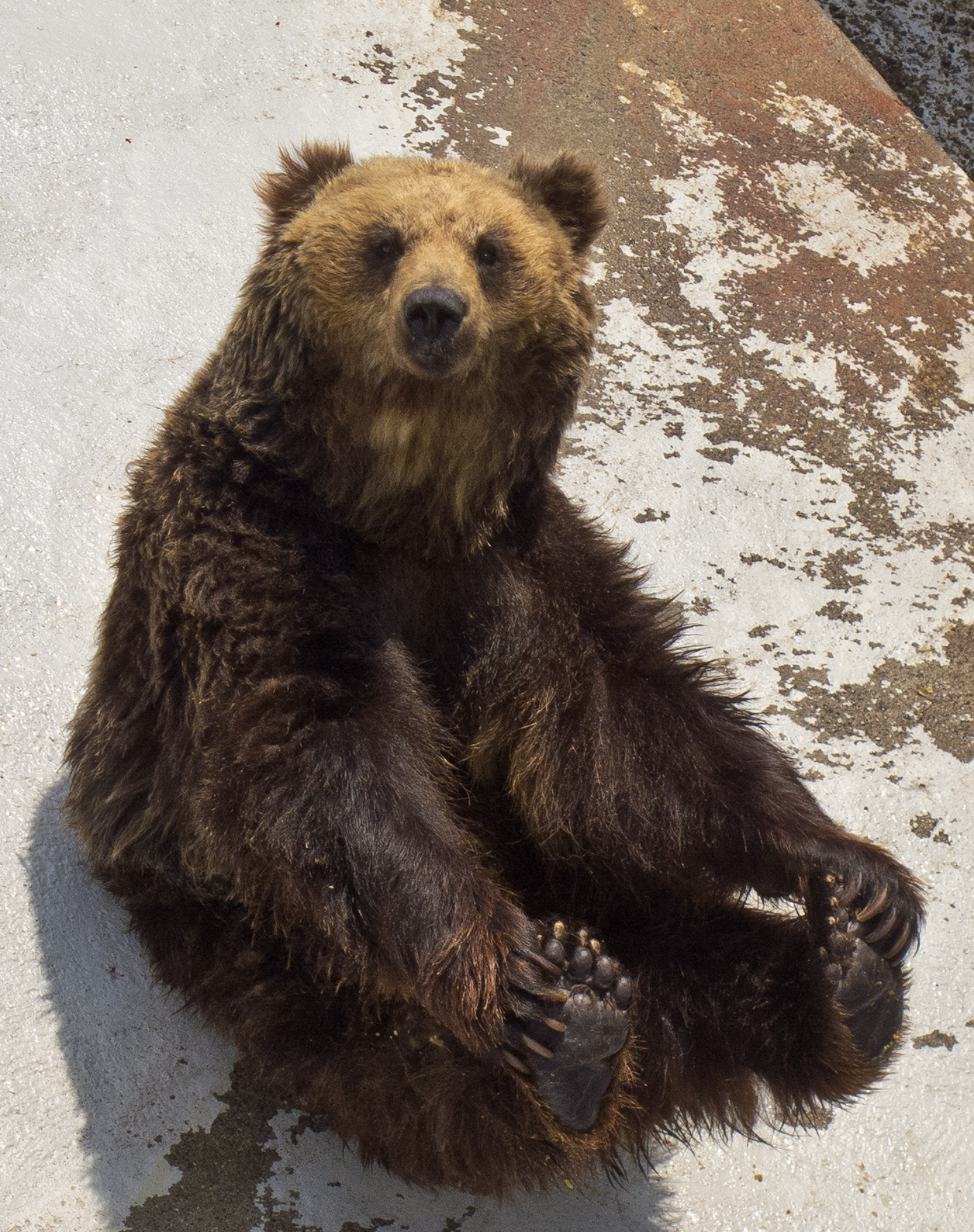

## 不祥事
脱走事件
1965年8月26日 - 柵の施錠が外れて（もしくは閉め忘れて）16頭のクマが脱走、飼育していたウマ2頭、クジャク3羽が殺される被害が出た。脱走したクマは当日中に10頭を射殺、6頭を捕獲。捕獲のために出動したハンター1人が足を噛まれて重傷。飼育係は軽犯罪法違反で書類送検された。
殺処分問題
1992年3月9日、本牧場で飼育されていたヒグマ95頭が1990年12月から1991年2月にかけ遠軽町に移送の上殺処分されたことを登別温泉ケーブルが認めた。約10年前から栃木県鬼怒川温泉でのクマ牧場開設計画を前提としてヒグマを大量に繁殖させたものの鬼怒川温泉の地元住民からの反対で計画が遅延し、増えすぎて危険な状況に陥ったことから遠軽町の毛皮業者に依頼し処分に至ったとし、加森勝雄社長は「鬼怒川温泉の計画遅れや過剰な熊を移す適当な土地が見つからずやむを得ない選択だった」「人間の都合で悪いことをしたと思う」と釈明。その後大量処分について日本動物園水族館協会から改善勧告を受け、1992年10月から総工費3億円を投じ繁殖抑制に対応した設備を設けた飼育舎の拡張等の飼育環境改善工事を行い1993年4月に完工した。
無許可埋葬問題
1992年3月11日、第2牧場横の南側敷地内約3000平米の支笏洞爺国立公園に指定された敷地内にケンカや病気により園内で死去したヒグマの死体約250頭を開園当初から無許可で埋葬したことが発覚。
胆嚢販売問題
1992年3月14日、園内で死んだヒグマ約250頭の半分から取り出した胆嚢を乾燥し15年間で約30個を販売したことを北海道新聞の取材に対し認めた。